# Presidenti delle Marche
I presidenti della giunta regionale, dal 1970 al 1999, erano eletti dal consiglio regionale. In seguito alla riforma del 1999, l'elezione del presidente della Regione avviene per suffragio universale e diretto.

## Elenco
| Presidenti eletti dal Consiglio regionale        |                 |                              |                             |                                               |                  |                                                  |                   |                   |                |
| Presidente                                       | Presidente      | Presidente                   | Partito                     | Giunta                                        | Composizione     | Composizione                                     | Mandato           | Mandato           | Elezioni       |
| Presidente                                       | Presidente      | Presidente                   | Partito                     | Giunta                                        | Composizione     | Composizione                                     | Dal               | Al                | Elezioni       |
|                                                  |                 | Giuseppe Serrini (1917-1994) | Democrazia Cristiana        | Serrini                                       |                  | Centro-sinistra "organico" DC • PSI • PSDI • PRI | 1º agosto 1970    | 19 dicembre 1972  | I (1970)       |
|                                                  |                 | Dino Tiberi (1923-2013)      | Democrazia Cristiana        | Tiberi                                        | 19 dicembre 1972 | Centro-sinistra "organico" DC • PSI • PSDI • PRI | 10 settembre 1975 |                   | I (1970)       |
|                                                  |                 | Adriano Ciaffi (1936)        | Democrazia Cristiana        | Ciaffi                                        |                  | Compromesso storico DC • PSI • PSDI • PRI • PCI  | 10 settembre 1975 | 7 settembre 1978  | II (1975)      |
|                                                  |                 | Emidio Massi (1922-2016)     | Partito Socialista Italiano | Massi I                                       | 7 settembre 1978 | Compromesso storico DC • PSI • PSDI • PRI • PCI  | 18 novembre 1980  |                   | II (1975)      |
| Massi II                                         |                 | Emidio Massi (1922-2016)     | Partito Socialista Italiano | DC • PSI • PSDI • PRI                         | 19 novembre 1980 | 21 ottobre 1985                                  | III (1980)        |                   |                |
| Massi III                                        | 21 ottobre 1985 | Emidio Massi (1922-2016)     | Partito Socialista Italiano | DC • PSI • PSDI • PRI                         | 22 luglio 1990   | IV (1985)                                        |                   |                   |                |
|                                                  |                 | Rodolfo Giampaoli (1939)     | Democrazia Cristiana        | DC • PSI • PSDI • PRI                         | Giampaoli        | 22 luglio 1990                                   | 19 luglio 1993    | V (1990)          |                |
|                                                  |                 | Gaetano Recchi (1934)        | Partito Socialista Italiano | Recchi                                        |                  | DC • PSI • FdV                                   | 19 luglio 1993    | V (1990)          | 19 giugno 1995 |
| Presidenti eletti a suffragio universale diretto |                 |                              |                             |                                               |                  |                                                  |                   |                   |                |
|                                                  |                 | Vito D'Ambrosio (1943)       | Democratici di Sinistra     | D'Ambrosio I                                  |                  | PDS • PRC • PdD • FdV • PRI                      | 19 giugno 1995    | 15 maggio 2000    | VI (1995)      |
| D'Ambrosio II                                    |                 | Vito D'Ambrosio (1943)       | Democratici di Sinistra     | DS • PRC • PPI • UDEUR Dem • FdV • PdCI • SDI | 15 maggio 2000   | 18 aprile 2005                                   | VII (2000)        |                   |                |
|                                                  |                 | Gian Mario Spacca (1953)     | La Margherita               | Spacca I                                      |                  | L'Unione L'Ulivo • PRC • PdCI • FdV • UDEUR      | 18 aprile 2005    | 8 aprile 2010     | VIII (2005)    |
| Partito Democratico                              | Spacca II       | Gian Mario Spacca (1953)     |                             | PD • IdV • UdC • ApI • FdV                    | 8 aprile 2010    | 12 giugno 2015                                   | IX (2010)         |                   |                |
|                                                  |                 | Luca Ceriscioli (1966)       | Partito Democratico         | Ceriscioli                                    |                  | PD • PSI • UdC                                   | 12 giugno 2015    | 30 settembre 2020 | X (2015)       |
|                                                  |                 | Francesco Acquaroli (1974)   | Fratelli d'Italia           | Acquaroli                                     |                  | Lega • FdI • FI                                  | 30 settembre 2020 | in carica         | XI (2020)      |

## Presidenti per durata complessiva
| N. | Presidente          | Giorni in carica |
| -- | ------------------- | ---------------- |
| 1  | Emidio Massi        | 4336             |
| 2  | Gian Mario Spacca   | 3707             |
| 3  | Vito D'Ambrosio     | 3590             |
| 4  | Luca Ceriscioli     | 1937             |
| 5  | Francesco Acquaroli | 1785             |
| 6  | Adriano Ciaffi      | 1093             |
| 7  | Rodolfo Giampaoli   | 1093             |
| 8  | Dino Tiberi         | 995              |
| 9  | Giuseppe Serrini    | 871              |
| 10 | Gaetano Recchi      | 700              |